# Metipocregyes nodieri
Metipocregyes nodieri là một loài bọ cánh cứng trong họ Cerambycidae.